# Trichomoniasi vaginale
La trichomoniasi vaginale è una malattia infettiva, causata da parassiti del genere Trichomonas, la cui trasmissione avviene per via sessuale. Per quanto riguarda le donne, la sua incidenza diminuisce una volta raggiunta la menopausa; esse possono anche trasmettere il protozoo durante la gravidanza ai loro figli.
Negli uomini sono soggette ad infezione uretra e prostata.
Il genoma del Trichomonas, in quanto organismo eucariote, è similare, anche come quantità di geni, a quello umano.

## Epidemiologia

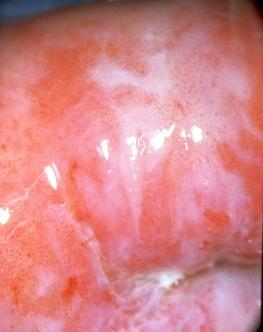
Immagine della cervice a più alto ingrandimento. Il quadro infiammatorio sostenuto da T. vaginalis può essere confuso con la candidosi.

La trichomoniasi vaginale è la più frequente infezione sessualmente trasmessa al mondo, in particolare nei Paesi del Terzo Mondo. I due terzi delle donne si infettano dopo un unico rapporto sessuale (si tratta di una malattia estremamente contagiosa). Il protozoo viene isolato nel 30-40% dei partner.

## Eziologia
La causa è l'organismo parassitario chiamato Trichomonas vaginalis. Aggredendo la vagina, l'uretra e la prostata, l'infezione impedisce al glicogeno di trasformarsi in acido lattico; questo favorisce l'innalzamento del pH e, di conseguenza, il proliferare di elementi parassitari.

## Clinica
I sintomi  e i segni clinici sono: prurito, disuria, dispareunia, uretrite.

## Trattamento
L'utilizzo di farmaci quali il metronidazolo è il trattamento che fornisce migliori risultati; bisogna trattare, non soltanto il paziente ma anche chiunque stia avendo rapporti sessuali con lui. Durante la gravidanza, per via del possibile pericolo, è preferito il clotrimazolo tramite uso topico. La farmaco-resistenza attualmente è in aumento.

## Complicanze
La trichomoniasi vaginale è una infezione con andamento cronico e può causare la formazione di lesioni precancerose e il possibile contagio da HIV.
Anche per questo motivo rivestono un ruolo fondamentale sia la profilassi, che la prevenzione.